# Gerard Langbaine
Gerard Langbaine (15 juillet 1656 - 23 juin 1692) est un biographe et critique dramatique anglais, surtout connu pour son An Account of the English Dramatic Poets (1691), le premier ouvrage à donner des informations biographiques et critiques sur les dramaturges du théâtre anglais de la Renaissance. Il est parfois appelé Junior ou le Jeune pour le distinguer de son père (1609-1658) du même nom, docteur en théologie qui est prévôt du Queen's College d'Oxford (1646-1658) et gardien des archives universitaires.

## Biographie
Le jeune Langbaine est né dans la paroisse de St. Peter-in-the-East, Oxford, deuxième fils de son père, il est apprenti chez un libraire du cimetière Saint-Paul à Londres, mais est envoyé à l'université après la mort de son frère aîné William en 1672. Il fait ses études à l'University College d'Oxford, se marie et s'installe dans le quartier d'Oxford. En 1690, il acquiert un poste à l'Université, en tant que "yeoman bedel in arts", et l'année suivante est promu "esquire bedel of law and architypographus"  (Dans son poste d'"architypographus" ou imprimeur, il publie une annexe au catalogue universitaire des diplômés).
La veuve de Langbaine, Mary, se remarie après sa mort avec William Smith, un camarade de l'University College, contrairement aux règles interdisant aux fellows d'avoir des épouses.

## Œuvres
Langbaine consacre ses énergies critiques à la tentative d'apporter de l'ordre et de la compréhension au drame scénique de son époque. Il compile A New Catalog of English Plays (1688), dans lequel il retrace les sources de nombreuses pièces de théâtre anglais de la Renaissance et de la Restauration, jusqu'aux contes en prose de Cinthio, Bandello, Belleforest et d'autres auteurs similaires, et finalement jusqu'aux sources classiques. Langbaine est appelé "le seul chercheur sérieux dans ce domaine depuis de nombreuses années" . Par son propre témoignage (dans A New Catalog), Langbaine rassemble des éditions imprimées de 980 pièces et masques, sans compter les drolls et les intermèdes .
Le catalogue de Langbaine est publié pour la première fois en novembre 1687 sous un faux titre, Momus Triumphans: ou The Plagiaries of the English Stage, qui se moque de ce que d'autres considèrent comme la préoccupation obsessionnelle de Langbaine pour le plagiat. Dans l'édition correcte qui suit, Langbaine se plaint que "Mes amis peuvent me penser Lunatick." Il blâme John Dryden pour le tour et devient un ennemi déterminé du poète et dramaturge .
Langbaine écrit Le Chasseur. Un discours sur l'équitation: diriger la bonne façon d'élever, de garder et d'entraîner un cheval, pour la chasse ordinaire et les plaques qui est publié à Oxford en 1685 par Nicholas Cox, libraire. Des copies de ce discours de 98 pages se trouvent à la British Library et à la Library of Congress.
Langbaine est actif à l'époque où les premières tentatives sont faites pour clarifier et comprendre la confusion luxuriante du théâtre anglais aux XVIe et XVIIe siècles. Les premiers catalogues de pièces ont été imprimés par Richard Rogers et William Ley, dans leur édition de The Careless Shepherdess (1656), et par Edward Archer, dans son édition de The Old Law (également 1656). Francis Kirkman publie deux listes ultérieures plus complètes en 1661 et 1671. Langbaine est un ami et un confident de Kirkman ; en fait, la critique la plus forte portée contre Langbaine est qu'il a accepté les attributions de Kirkman avec trop de crédulité.
Le récit de Langbaine sur les poètes dramatiques anglais est prolongé dans les éditions suivantes. Le compte et le nouveau catalogue sont tous deux inclus dans l'édition de 1711 des pièces du canon Beaumont et Fletcher, la première depuis le deuxième folio Beaumont et Fletcher de 1679. En conséquence, l'édition de 1711, imprimée en huit volumes in- octavo, est parfois connue sous le nom d'édition Langbaine - bien que Langbaine n'ait édité aucune pièce, de Beaumont et Fletcher ou de qui que ce soit d'autre.